# 22723 Edlopez
22723 Edlopez este un asteroid din centura principală de asteroizi.

## Descriere
22723 Edlopez este un asteroid din centura principală de asteroizi. A fost descoperit pe 17 septembrie 1998 la Stația Anderson Mesa în cadrul programului LONEOS. Asteroidul prezintă o orbită caracterizată de o semiaxă mare de 2,61 ua, o excentricitate de 0,08 și o înclinație de 8,4° în raport cu ecliptica.